# Mystus armiger
Mystus armiger är en fiskart som beskrevs av Ng 2004. Mystus armiger ingår i släktet Mystus och familjen Bagridae. Inga underarter finns listade i Catalogue of Life.